# جرج اروینگ
جرج اروینگ (انگلیسی: George Irving؛ ‏ ۵ اکتبر ۱۸۷۴ – ۱۱ سپتامبر ۱۹۶۱) هنرپیشه و کارگردان اهل ایالات متحده آمریکا بود. وی بین سال‌های ۱۹۱۴ تا ۱۹۵۴ میلادی فعالیت می‌کرد.
از فیلم‌هایی که وی در آن نقش داشته است، می‌توان به طلای ساتر، بسیار شیک‌پوش، فلوریان، شهره شهر نیویورک، خیابان ۴۲، پرورش بیبی، بال‌ها، ایب لینکلن در ایلینوی، ملودرام منهتن، خروس، تهدید، راسپوتین و امپراتریس، خطرناک، زن مطلقه، گروهبان یورک، شبی در اپرا، ماه نو، نیروی دریایی وارد می‌شود، ۳ مرد بد، زنده‌باد ویا!، نوت راکنی آمریکایی، پرواز، پست هوایی، ماه عسل پرماجرا، نه آن‌قدر احمق، جنگل، شرکای جرم و شهر اشاره کرد.